# Jumbo Frames
Der Begriff Jumbo Frames bezeichnet im Datennetzwerk Ethernet nicht standardisierte Frames (d. h. Zusammenfassungen der zu übertragenden Daten), die größer sind als die in der Norm IEEE 802.3 festgelegte Standardgröße von 1518 Bytes.
Häufig wird auch der Begriff Maximum Transmission Unit (MTU) verwendet, der allerdings die größtmögliche unfragmentierte Paketgröße in der höheren Vermittlungsschicht angibt und bei Standard-Ethernet 1500 Bytes entspricht (die 18 Byte Differenz zwischen 1500 und 1518 Byte sind der Overhead eines Ethernet-Frames ohne IEEE 802.1Q-Feld).
Für einige Anwendungen können Jumbo Frames sinnvoll sein, da durch sie der Protokoll-Overhead reduziert und die Effizienz verbessert werden können. Außerdem kann bei den beteiligten Knoten der Verarbeitungsoverhead möglicherweise gesenkt werden, da weniger Frames verarbeitet werden müssen. Solche Frames sind nicht Standard, und so muss sichergestellt werden, dass alle Netzwerkelemente wie Switches, Router etc. in einem Netz mit diesen Jumbo Frames umgehen können, und getestet werden, ob es einen Geschwindigkeitsvorteil gibt.
Ist die Kompatibilität nicht gegeben, so interpretieren betroffene Geräte die übergroßen Frames eventuell als Jabber, was typischerweise mit einer Blockade des Datenstromes verbunden ist, oder verwerfen die Frames.

## Einsatzgebiete
Ein typisches Einsatzgebiet für Jumbo Frames ist die Übertragung großer Datenmengen, wie dies z. B. bei der Datensicherung der Fall ist. Hierdurch sollen die Belastung aller beteiligten Komponenten reduziert und der Durchsatz maximiert werden. Weniger Header müssen erzeugt, verarbeitet und übermittelt und weniger Prüfsummen berechnet werden.
Ein weiteres Einsatzgebiet ist das Abwälzen der Rechenlast auf die Edge-Komponenten oder Tunnel-Edge eines Netzwerks. Die Edge-Komponente, die das lokale Netz mit externen Netzen koppelt, muss alle Pakete aus Jumbo Frames, die das lokale Netz verlassen, auf die MTU des externen Zielnetzes umkodieren (= fragmentieren). Zwar genießt man lokal so die Vorteile, die Jumbo Frames bieten, aber die Kommunikation zu externen Netzen wird deutlich „teurer“, d. h. es wird viel Overhead erzeugt.
Beim Tunneling wird durch das Protokoll typischerweise zusätzliche Bandbreite verbraucht. So muss die MTU des Netzes um die Headergröße des Tunnelingprotokolls reduziert werden oder der Tunnel-Edge die Frames umkodieren.
Um den Einsatz von TCP/IP mit Jumbo Frames zu vereinfachen, kann mittels Path MTU Discovery eine dynamische Ermittlung der maximalen Frame-Größe vorgenommen werden. Wenn mehrere Routen zur Verfügung stehen, ist das Verfahren eventuell nicht zuverlässig.
Fibre Channel over Ethernet (FCoE) transportiert Fibre-Channel-Frames, die bis zu 2148 Bytes umfassen können, in Ethernet-Frames verpackt, die dadurch auf 2166 Bytes = 2148 Bytes + 18 Bytes Overhead anwachsen können.

## Nutzen
Jumbo Frames haben zwei direkte Auswirkungen:
- die Framerate sinkt – je nach Hardware kann das die Verarbeitungslast senken oder den Durchsatz erhöhen
- der maximale Durchsatz der Links erhöht sich um etwa 4 %.

|                      | Standard-Frame               | Jumbo-Frame                  |
| -------------------- | ---------------------------- | ---------------------------- |
| TCP-Payload          | 1460 Byte                    | 8960 Byte                    |
| + IP-Header          | 20 Byte                      | 20 Byte                      |
| + TCP-Header         | 20 Byte                      | 20 Byte                      |
| = MTU                | 1500 Byte                    | 9000 Byte                    |
| + Frame-Header / FCS | 18 Byte                      | 18 Byte                      |
| + Präambel / IPG     | 20 Byte                      | 20 Byte                      |
| = total              | 1538 Byte                    | 9038 Byte                    |
| TCP-payload / total  | 94,93 %                      | 99,14 %                      |
| max. Durchsatz (GbE) | 81.274 Frames/s = 118,7 MB/s | 13.830 Frames/s = 123,9 MB/s |

Wenn die Hardware bereits für die Verarbeitung hoher Frameraten optimiert ist (Large Segment Offload, Large Receive Offload), bringen Jumbo Frames wenig Vorteil.
Abhängig von den Fähigkeiten und dem Alter der Hardware sollte die Übertragung von Jumbo Frames über mehrere Hops gut überlegt sein. Die gesamte Hard- und Software der Netzwerkinfrastruktur ist nämlich für die Übertragung von Standard-Ethernet-Frames mit einer Größe von max. 1518 Byte (bzw. 1522 Byte bei Unterstützung von VLAN-Tagging) optimiert (MTU von 1500 Byte); dies betrifft Vorhaltespeicher (Buffer), Zwischenspeicher (Caches) und Warteschlangen (Queues) in Hardware- und Software-Komponenten. Durch abweichende Framegrößen kann es zu vielen Beeinträchtigungen und einer insgesamt deutlich langsameren Verarbeitung von Ethernet-Frames kommen.